# Teixeira de Melo
José Alexandre Teixeira de Melo (Campos dos Goytacazes, 28 de agosto de 1833 — Rio de Janeiro, 10 de abril de 1907) foi um médico, jornalista e escritor brasileiro.

## Biografia
Filho homônimo de José Alexandre Teixeira de Melo e de Eugênia Maria da Conceição Torres, fez o curso de "humanidades" no Seminário São José. Ingressou na Faculdade, ocasião em que participou de grupos literários e escreveu "Sombras e Sonho" (publicado em 1858). Formou-se em medicina em 1859, mudando-se então para a cidade natal onde clinicou e começou a escrever para jornais, assinando os artigos com o pseudônimo de Anôdino.
Em 1875 volta ao Rio de Janeiro, transferindo-se para a então capital do Império. No ano seguinte foi nomeado para chefiar a Seção de Manuscritos, da Biblioteca Nacional, depois para a Seção de Impressos e, em 1895, tornando-se-lhe o Diretor, cargo que ocupou até sua aposentadoria, em 1900.
Além dos jornais, publicou nos "Anais da Biblioteca Nacional", na Revista do Instituto Histórico e Geográfico Brasileiro (do qual era membro) e na Gazeta Literária.

### Homenagens
É nome de rua no Rio de Janeiro, em São Paulo e em Recife.

## Historiografia
Considerado um pesquisador meticuloso, parte de sua produção literária foi voltada para este tema. Suas pesquisas nos documentos sob sua guarda serviram de apoio e prova para os embates territoriais enfrentados pelo Brasil junto a seus vizinhos, nas defesas dos interesses pátrios feitas por Joaquim Nabuco e o Barão de Rio Branco.
Dentre esta produção técnica destacam-se "Efemérides Nacionais" e "Limites do Brasil com a Confederação Argentina".

## Poesia
Pertencia ao romantismo. Como poeta, Teixeira de Melo pertenceu à geração romântica de Casimiro de Abreu, Luís Delfino e Luís Guimarães. No prefácio às suas Poesias (1914), Sílvio Romero o qualifica como "um lirista de primeira ordem no Brasil", que se distingue por "certa singularidade, certa elevação graciosa e delicada das frases", além da completa correção da língua e da forma métrica, características que o tornam um precursor do Parnasianismo.

### Crítica
José Veríssimo, no seu "História da Literatura Brasileira", considera Teixeira de Melo dentre os "Poetas Menores" do romantismo (domínio público):
"Afora estes, poetaram, por esse tempo, com ou sem livros publicados, Francisco Otaviano de Almeida Rosa (1825-1889), José Bonifácio de Andrada e Silva (1827-1886), Aureliano José Lessa (1828-1861), Bernardo Joaquim da Silva Guimarães (1827-1884), José Alexandre Teixeira de Melo (1833-1907), José Joaquim Cândido de Macedo Júnior (1842-1860) e outros de menor merecimento e reputação."
O crítico prossegue, tratando especificamente do autor (id., ib.):
"Sem lhes ter a fama, valem acaso mais para a história da nossa literatura Teixeira de Melo, Aureliano Lessa e principalmente Bernardo Guimarães. Teixeira de Melo, cujas Sombras e sonhos precederam as Primaveras de Casimiro de Abreu, e que era um quase conterrâneo do poeta da alma triste, era também, como ele, de seu natural melancólico. A sua tristeza nativa e o seu estro sofreram a influência de Gonçalves Dias, mas por sua vez o seu lirismo não deixou de influir no de Casimiro de Abreu, em que se encontram imagens e expressões de poemas das Sombras e sonhos, e que epigrafou com versos destes poemas as suas Primaveras. Mas Teixeira de Melo, com desenganados queixumes métricos da vida, cedo abandonou a poesia e burocraticamente, fazendo bibliografia e erudição, viveu septuagenário. Como poeta, além de ser um legítimo e estimável representante da poética da sua geração, foi um dos mais corretos versificadores dela, devendo-lhe a arte do verso aqui as melhorias de um alexandrino mais perfeito do que antes dele se fizera e de nas estrofes de quatro versos rimá-los sempre alternadamente, o que antes só excepcionalmente se fazia."

## Academia Brasileira de Letras
Foi o fundador da cadeira 6 da Academia, que tem por patrono Casimiro de Abreu, a quem nomeou homenageando o poeta, de quem fora amigo.
Seu sucessor, como regista Afrânio Peixoto, não procedeu ao elogio do precedente: “No discurso de posse, Artur Jaceguai deixou de fazer o elogio do antecessor, Teixeira de Melo, alegando "não haver conhecido o homem nem a sua obra"”. Isso seria motivado por ciúme, segundo Goulart de Andrade, por o historiador não haver citado o nome de Jaceguai ao narrar o episódio da Batalha de Humaitá, na Guerra do Paraguai.